# Petrolacosaurus
Genre
Espèce
Petrolacosaurus (ou pétrolacosaure) est le plus ancien des reptiles diapsides connu à ce jour.

## Aspect physique
C'était une sorte de petit lézard de 40 centimètres de long. Il devait courir assez vite pour échapper aux prédateurs comme Meganeura, une libellule de 1 mètre de long et de 70 cm d'envergure, ou Megarachne, un Eurypterida de 35 cm de long[réf. nécessaire].

## Répartition
Le pétrolacosaure vivait à la fin du Carbonifère, dans les forêts des actuels États-Unis, le monde étant à cette époque riche en oxygène (approximativement 40 %).

## Régime alimentaire
Le pétrolacosaure se nourrissait en grande partie de petits insectes qu'il dénichait dans les forêts luxuriantes du Carbonifère supérieur. Il était la proie principale de tous les prédateurs géants de l'époque tels que les araignées géantes du groupe des Mesothelae, les libellules géantes nommées Meganeura ou encore les amphibiens géants comme Proterogyrinus.